# Chambéry Savoie Handball
Chambéry Savoie HB je francuski rukometni klub koji trenutno nastupa u francuskoj rukometnoj ligi Division 1.

## Povijest
Klub je nastao 1983. godine spajanjem dviju klubova "Stade Olympique Chambery" i "AEBissy" u Chambéry Handball Club (Chambéry HB). 1990. godine dolazi do rekonstrukcije kluba te je osim muškog, osnovan i istoimeni ženski rukometni klub. Ime kluba je promijenjeno u Stade Olympique Chambéry, dok su klupske boje promijenjene iz crvene i bijele u žutu i crnu. Od 2002. godine klub nastupa pod imenom Chambéry Savoie HB.
Chambéry Savoie HB je bio pobjednik francuskog prvenstva (2001.) i Liga kupa (2002.). Od značajnijih rezultata u europskim natjecanjima je nastup u četvrtfinalu Kupa pobjednika kupova 2003. godine.

## Klupski uspjesi
- Division 1: 1
  - pobjednik: 2000./01.
  - doprvak: 1997./98., 1998./99., 1999./00., 2001./02., 2002./03., 2005./06., 2007./08., 2008./09.
- Francuski Liga kup: 1
  - pobjednik: 2001./02.
- Eurotournoi: 3
  - pobjednik: 1999., 2001., 2003.
- Schelck kup: 1
  - pobjednik: 2002.
- Coupe de France
  - finalist: 2001./02., 2004./05., 2008./09.
- Champions Trophy:
  - finalist: 2009./10.

## Poznati igrači
- Cédric Burdet
- Bertrand Gille
- Guillaume Gille
- Volker Michel
- Daniel Narcisse
- Jackson Richardson
- Stéphane Stoecklin
- Vlado Šola
- Damir Bičanić
- Jerko Matulić
- Goran Bogunović